# Grupa Azorro
Grupa Azorro (Supergrupa Azorro) – grupa artystyczna powstała w 2001 roku działająca w obrębie sztuki wideo i tworząca akcje artystyczne. Grupę współtworzy czterech artystów: Oskar Dawicki, Igor Krenz, Wojciech Niedzielko, Łukasz Skąpski, którzy już w momencie zakładania grupy mieli spory dorobek w dziedzinie performance, fotografii i wideo. Dowcipne działania grupy stanowią swoistą przeciwwagę dla egzystencjalnej powagi sztuki krytycznej poprzedniej dekady. Działania grupy nie są jednak pozbawione głębszych treści, zawierają one dozę ironii określanej jako „lekki krytycyzm”, czyli krytyki systemu kultury w sposób, który nikogo nie urazi, i z którym wszyscy się zgodzą. Poruszają kwestie oceny sztuki współczesnej, stanu instytucji wystawienniczych oraz pozycji artysty w hierarchii zarówno artystycznej, jak i społecznej. Prace Azorro charakteryzują się przenikliwością, podważają obowiązujące normy, ukazują wywrotowy sposób myślenia członków grupy.
W 2010 roku w Centrum Sztuki Współczesnej Znaki Czasu odbyła się pierwsza monograficzna wystawa Supergrupy Azorro zatytułowana Idealna wystawa, której kuratorką była Joanna Zielińska.

## Filmografia
2001:
- Bardzo nam się podoba

2002:
- Azorro Standard
- Hamlet
- Portret z kuratorem – artyści robią sobie pamiątkowe fotografie, na których „przypadkowo” pojawia się znana osoba ze świata sztuki. Praca jest aluzją do ukrytej, ale dużej władzy kuratorów nad artystami i ich sztuką.
- Czy artyście wszystko wolno? – grupa powraca do odwiecznego pytania, z tym, że tu sprowadzają je oni do absurdu, ostentacyjnie przechodzą na czerwonym świetle, plują i sikają w miejscach publicznych.
- Najlepsza galeria
- Koniec sztuki
- Hic et nunc
- Propozycja – propozycja wzięcia udziału w „prestiżowym” projekcie, ale bez budżetu;

2003:
- Pyxis Systemetis Domestici Quod Video Dicitur

2004:
- Awaria
- SMART
- Coś tu nie gra
- Niech się dzieje, co chce
- Rodzina

2005:
- Olives (2004/2005)[6]
- Figuranci – członkowie grupy występują w roli statystów w filmie Karol. Człowiek, który został papieżem.

## Wybrane wystawy zbiorowe
- 2009 Wasser und Wein – Der Katholische Faktor in der Zeitgenössischen Kunst, Städtische Galerie im Leeren Beutel, Regensburg;
- 2008 „Ich kann mir nicht jeden Tag ein Ohr abschneiden”. Dekonstruktionen des Künstlermthos / „I can’t slice off an ear every day”. Deconstructing the Myth of the Artist, Hamburger Bahnhof, Berlin;
- 2007 Fluxus East. Fluxus Networks in Central Eastern Europe, Kunstlerhaus Bethanien, Berlin
- 2006 Proposal, Netherlands Media Art Institute „50% beeld”, Amsterdam; Mentality, Łódź Biennale;
- 2005 In the New Reality of Europe, MoMA, Tokyo; Jak rozmawiać o sztuce współczesnej?, Arsenał, Białystok; Boys, Bunkier Sztuki, Kraków; Spojrzenia, Zachęta, Warszawa;
- 2004 Pod flagą biało-czerwoną, Tallin; New Video New Europe, The Renaissance Society, Chicago;
- 2003 RASTER. Aktuelle Kunst aus Polen, Museum Junge Kunst, Frankfurt/O; Prague Biennal; WRO 03, Wrocław; Public Rituals, Museum Moderner Kunst Stiftung Ludwig, Wiedeń; Backfabrik, Berlin;
- 2002 Video-Zone. 1st International Video-Art Biennial, Tel Aviv; The Polish Video, Project Space, Kunsthalle, Wiedeń; The Centre of Attraction. 8th Baltic Triennial of International Art, CCA, Wilno; Rowelucja, Raster, Warszawa; Magisters & Friends, Bunkier Sztuki, Kraków; Cztery pokoje, Bunkier Sztuki, Kraków.

## Pozostała literatura
- ABECE Azorro, red. Krzysztof Gutfrański, Joanna Zielińska, wyd. CSW w Toruniu, 2010.
- Jakub Banasiak, Śmiech na sali (wystawowej), „Obieg”, 23.12.2008.
- Łukasz Ronduda, Karol – człowiek, który został papieżem Supergrupy Azorro. Czyli rzecz o nowej sztuce przykościelnej, „Obieg”, 2005.
- Marek Wasilewski, Azorro – Therapy for Artists, „Flash Art” (Milano), 2004.
- Magdalena Ujma, Portret grupowy z artystami na pierwszym planie – Polska łagodność i nuda, www.bunkier.com.pl, 2004.
- Adam Mazur, To musi zwyciężyć. Salon odrzuconych Wenecja 2005, „Obieg”.
- Wojciech Szymański, Dobry tekst, Ha!art nr 25, s. 77–78.
- Christy Lange, The Need to Document, „Frieze”, October 2005, s. 213.
- M. Robecchi, Interview with Azorro, „Flash Art” (Milano), October 2003.